# Neue Galerie (Kassel)
Die Neue Galerie ist ein Museum in Kassel. Das Gebäude liegt an der sogenannten „Schönen Aussicht“ zwischen Rathaus und Karlsaue. Die Neue Galerie zeigt Kunst vom 19. Jahrhundert bis zur Gegenwart mit dem Schwerpunkt Malerei.
Das als Gemäldegalerie errichtete Gebäude entstand in den Jahren von 1871 bis 1877 nach Plänen des Architekten Heinrich von Dehn-Rotfelser im Stil der Neorenaissance. Es beherbergte ursprünglich die Gemäldesammlung „Alte Meister“. Nach Zerstörungen im Zweiten Weltkrieg wurde diese Sammlung in das Landesmuseum und später in das Schloss Wilhelmshöhe verlagert. 1976 eröffnete die Neue Galerie mit neuem Konzept und unter ihrem heutigen Namen. Seit den 1960er Jahren wird das Gebäude auch als temporärer Ausstellungsort der documenta genutzt.

## Baugeschichte

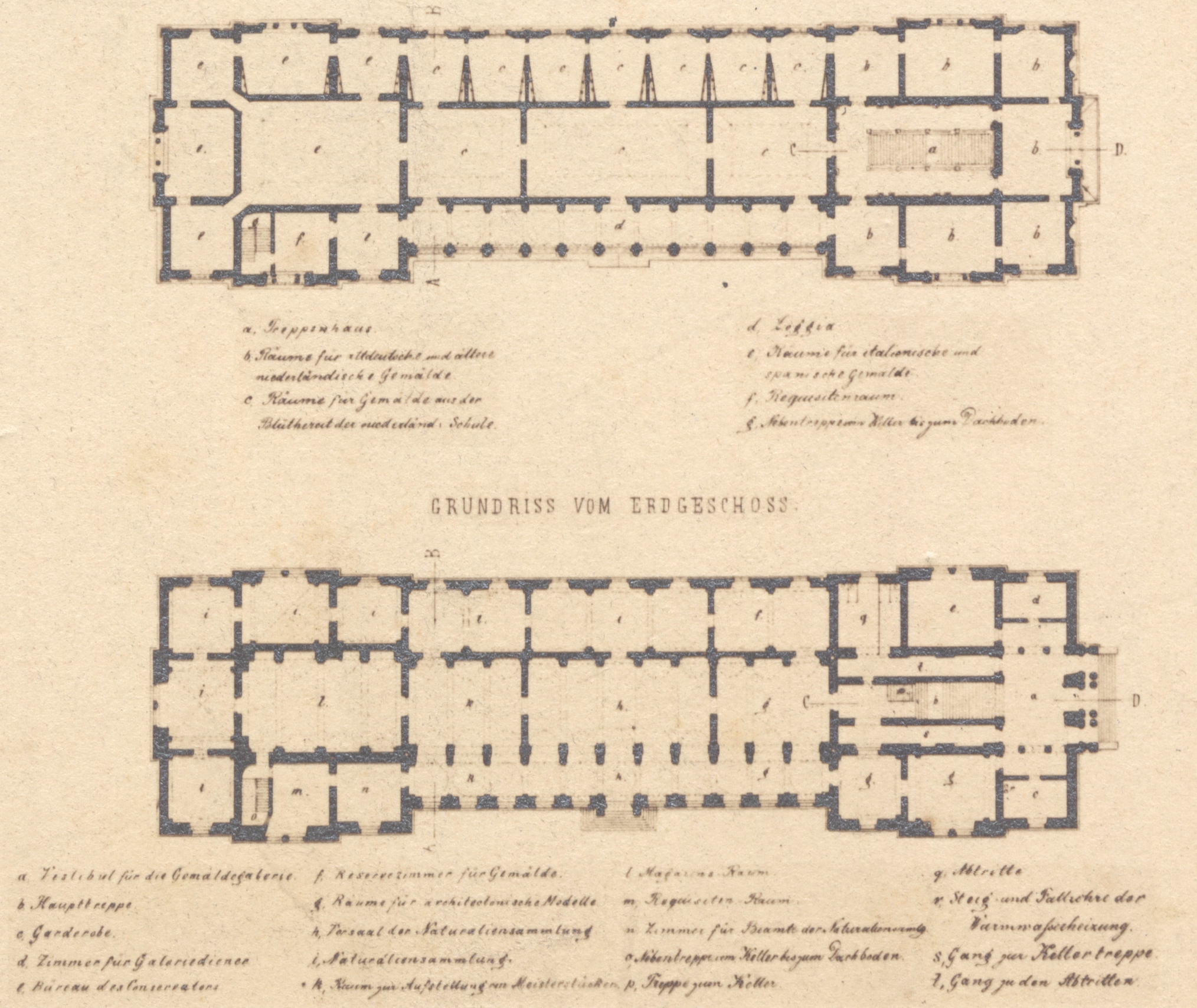
Grundrisse Obergeschoss und Erdgeschoss (Planung um 1870)

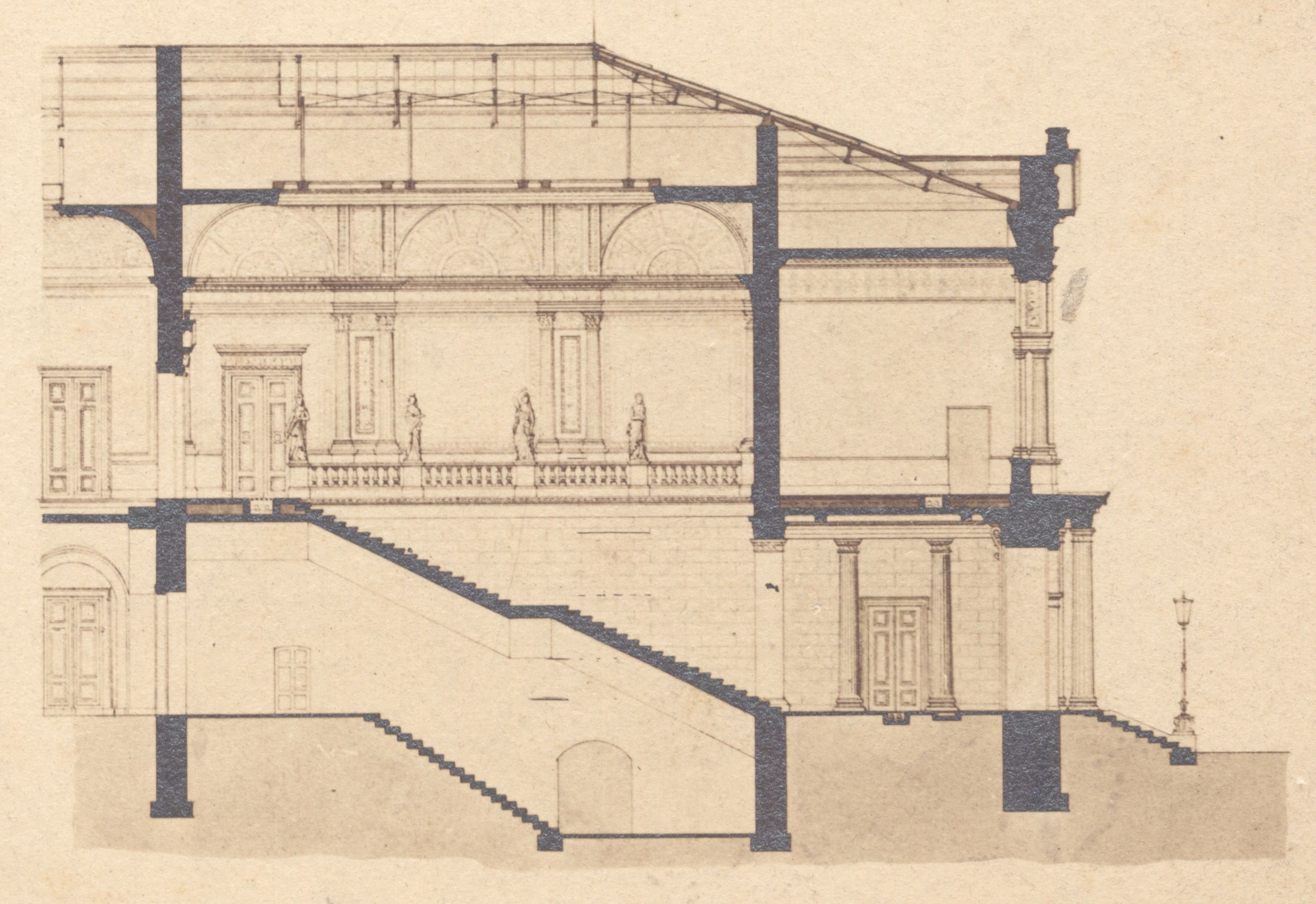
Schnitt Eingangsbereich mit Treppe ins Obergeschoss (Planung um 1870)

Baustelle (1873)

Ein Vorgängerbau war von François de Cuvilliés d. Ä. in den Jahren 1749 bis 1752 an der Schönen Aussicht erbaut worden. Dieses für Landgraf Wilhelm VIII. errichtete Gebäude nahm dessen Gemäldesammlung auf. Während der französischen Besatzung unter Jérôme Bonaparte wurde dort eine Zwischendecke eingezogen, um das Ausstellungsgebäude als Stadtresidenz zu nutzen. Damit waren die für damalige Verhältnisse fortschrittlichen Oberlichtsäle entfallen. Nach der Annexion des Kurfürstentums Hessen durch Preußen, 1866, waren die umfangreichen Sammlungen der Landgrafen und späteren Kurfürsten in staatliche Verwaltung übergegangen. Der vom preußischen König ernannte Oberpräsident Eduard von Möller setzte sich für einen Neubau ein, um die berühmte Sammlung von Wilhelm VIII. in angemessenen Räumen und unter besseren Lichtverhältnissen präsentieren zu können.
Im August 1869 war der Bauplatz festgelegt worden: neben dem Palais Bellevue und mit Blick über die Karlsaue. Heinrich von Dehn-Rotfelser, Baurat und Professor für Architektur an der Akademie in Kassel, legte kurz darauf seine Planungen vor und im Sommer 1871 wurde mit den Arbeiten begonnen. Die Eröffnung erfolgte am 28. Dezember 1877.
Als bauliches Vorbild gilt die von Leo von Klenze geplante und 1826 bis 1836 errichtete Alte Pinakothek in München. Dehn-Rotfelser verkleinerte bei seinem Kasseler Galeriegebäude deren Dimensionen und reduzierte die Ausdehnung der Eckpavillons. Die Gemäldegalerie Kassel besitzt einen zentralen Mitteltrakt in Erdgeschoss und Obergeschoss. Die zentralen Säle im Obergeschoss wurden als Oberlichtsäle konzipiert. An den Mitteltrakt sind Seitenlichtkabinette angeschlossen. Im Obergeschoss findet sich nach Südosten, zur Karlsaue hin, eine Loggia. Gemälde sollten nach den Vorstellungen des Architekten nur im Obergeschoss präsentiert werden. Für das Erdgeschoss sah er, neben Verwaltungs- und Depoträumen, die Präsentation der Naturaliensammlung vor. Dazu kam es aber nicht, im Erdgeschoss wurden letztendlich nicht antike Gipsabgüsse und die kunstgewerbliche Sammlung (Porzellan, Majolika, Glas) ausgestellt.
Dehn-Rotfelsers Galeriegebäude hatte eine Länge von 89,3 m. Die Breite der Pavillons betrug 24 m, die des Mittelbaues 22 m. Das Dach begann in einer Höhe von 15 Metern. Das Erdgeschoss war mit seinem Gurtgesims 6 m hoch, das Obergeschoss, mit Kranzgesims, 7,60 m hoch. Die drei Oberlichtsäle im Mittelbau waren 8,63 m breit und bis zum Rand der Lichtöffnung in der Decke 8 m hoch. Der mittlere Saal war mit 17,72 m der längste, die beiden daneben waren 11 m lang. Der vierte Oberlichtsaal, im westlichen Pavillon gelegen, war 15,53 m lang, 10 m breit, und bis zum Rand der Lichtöffnung 8,60 m hoch.

### Ausstattungsprogramm
Die Gemäldegalerie besaß, zeittypisch und angelehnt an die Münchner Pinakothek, ein umfangreiches Dekor an der Gebäudeaußenseite und im Inneren.
Am Außenbau wurden die 6 Giebelfelder der Eckpavillons mit Reliefs versehen, deren Darstellungen sich auf die Funktion des Gebäudes beziehen. An der Eingangsseite wurden oberhalb des Zugangs zwei Nischenfiguren in die Fassade integriert: „Rembrandt“ und „Rubens“. Entworfen wurden Giebelfelder und Nischenfiguren vom Bildhauer Karl Hassenpflug. Das Südportal, zur Karlsaue hin, wurde durch zwei Karyatiden (Stützfiguren) aus Sandstein eingerahmt. Diese stammten von Karl Echtermeier und wurden durch Franz Schwarz ausgeführt.
1875 schrieb der Kunsthistoriker Jacob Burckhardt über das weitgehend fertiggestellte Bauwerk:
„Das im Bau fertige, innen noch unvollendete neue Museum in Kassel ist endlich ein wirklich schönes und edles Gebäude – nur leider an der Tür hat der Architekt die gottverdammten Karyatiden wieder nicht verheben können.“
Im Inneren galt insbesondere die von Carl Echtermeier gestaltete Statuengruppe auf der Balustrade der Treppenbrüstung als bemerkenswert. Die lebensgroßen weiblichen Gewandfiguren bildeten Personifikationen der europäischen Kunstländer. Sie waren aus Carrara-Marmor gearbeitet und hoben sich damit deutlich vom Nassauer Marmor der Fußböden und der Treppenbalustrade ab. Reich ausgestattet war insbesondere auch die Loggia im Obergeschoss: In die Rundbogennischen der Rückwände waren Sitzbänke integriert, deren Seitenwangen als Löwen-Sphingen nach Entwürfen Echtermeiers aus sächsischem dunkelgrau-grünem Granatserpentin gearbeitet worden waren. Oberhalb der Bänke waren auf Konsolen ruhende Marmorbüsten berühmter Künstler angebracht. Diese Büsten, welche stellvertretend für die unterschiedlichen Maler- und Bildhauerschulen standen, waren von Karl Hassenpflug gearbeitet worden.

### Sammlung der Gemäldegalerie
Ausstellungshöhepunkt der Gemäldegalerie war die Sammlung der niederländischen Alten Meister, Arbeiten von Malern wie Rembrandt, Paulus Potter, und Philips Wouwerman. Besuchern wurde die Bedeutung dieser Sammlung durch den königlichen Galeriedirektor Oskar Eisenmann, Sammlungsleiter bis 1908, nahegebracht:
„Die berühmte Gemälde-Galerie, wohl der grösste Schatz der Stadt Kassel, wurde im Herbst des Jahres 1877 aus den ungenügenden Räumen des Bellevueschlosses in ihr neues Heim übergeführt, welches am höchsten und schönsten Aussichtspunkte der Bellevue [Schönen Aussicht] gelegen ist.
Gegründet ist die Sammlung von Landgraf Wilhelm XIII., welcher als Gouverneur von Breda und Maastricht im ersten und zweiten Jahrzehnt des vorigen Jahrhunderts [...] mehrere ausgezeichnete Privatsammlungen Hollands und auch bedeutende einzelne Gemälde aufkaufen liess. Wohl der qualitativ wichtigste Kauf war derjenige der Sammlung Reuver in Delft, [...1749...]. Es befanden sich darunter allein 8 Stücke von Rembrandt, 3 von Potter, 6 von Wouwerman u. s. w., im ganzen vorwiegend holländische Meister, was charakteristisch für die Zusammensetzung der ganzen Sammlung ist, deren Hauptstärke überhaupt in den niederländischen Schulen beruht. Durch spätere kleinere und minder werthvolle Erwerbungen, namentlich italienischer Bilder und Berücksichtigung auch einheimischer, speciell hessischer Künstler wurde der Bestand der jetzigen Galerie zusammengebracht. [...]“
Eisenmann erwähnt die Verluste während der napoleonischen Besatzung, zu Beginn des 19. Jahrhunderts, und verweist darauf, dass dabei aus dem Erbe Joséphine de Beauharnais zahlreiche Kasseler Gemälde an den Hof von Alexander, des Zaren von Russland und damit in die Eremitage von Sankt Petersburg gerieten. Nichtsdestotrotz:
„Doch ist des Trefflichen und Einzigen noch genug vorhanden, um den Ruhm der Galerie, an niederländischen Meistern des 17. Jahrhunderts nächst Dresden und München die reichste Deutschlands zu sein, unbestritten aufrecht zu erhalten. Was Rembrandt anbelangt, so überragt sie sogar an Zahl und Werth der Werke dieses grössten Malers alle Sammlungen der Welt mit Ausnahme der genannten zu Petersburg. [...]“

### Kriegszerstörungen
Als wichtiger Verkehrsknotenpunkt und Sitz von Rüstungsindustrie gehörte Kassel im Zweiten Weltkrieg zu den am schwersten von Luftangriffen betroffenen deutschen Städten. Im Herbst 1943 sorgten Brandbomben dafür, dass das Innere des Galeriegebäudes durch Feuer zerstört wurde, lediglich die Loggia im Obergeschoss war nicht von den Brandschäden betroffen. Später wurde die Nordwand des Ostpavillons, an der Frankfurter Straße, durch eine Sprengbombe aufgebrochen. Die Außenwände des Pavillons gerieten aus dem Lot und die Haupttreppe in das Obergeschoss stürzte zusammen. Wandgemälde in der Loggia wurden durch die Erschütterungen während der Bombardierung zerstört. Die restliche Ausstattung der Loggia – dazu gehörten zum damaligen Zeitpunkt auch die dort aufgestellten Treppen-Statuen von Echtermeier – blieb jedoch erhalten. Erhalten blieb auch die eiserne Dachkonstruktion des Gebäudes. Der Mittelbau des Galeriegebäudes wurde provisorisch als Standort der Post benutzt. Die Gemäldesammlung war rechtzeitig ausgelagert worden. Die 60 wichtigsten Werke befanden sich bei Kriegsende in Wien und kehrten erst 1956 nach Kassel zurück.

## Neukonzeption nach 1945
Auch andere Kasseler Museen waren von Kriegszerstörungen betroffen, umfangreiche Sammlungsbestände waren verlorengegangen. Vor diesem Hintergrund setzte eine Diskussion über den Wiederaufbau der Gebäude und die zukünftige Strukturierung der Sammlungen ein. Als wichtigste Frage galt dabei seit den späten 1940er Jahren die Unterbringung und Präsentation der Alten Meister. Im Rahmen der geplanten Neuordnung gab es kritische Stimmen zum Gebäude der Gemäldegalerie: der historisierende Gesamtcharakter sei unzeitgemäß, die Anordnung der Räume sei zu starr und nicht flexibel nutzbar. Auch die Forderung nach dem sofortigen Abriss des beschädigten Gebäudes wurde gestellt. Weite Kreise in der Stadt Kassel und beim Land Hessen favorisierten den Ausbau von Schloss Wilhelmshöhe zum Standort der Gemäldesammlung.
1961 legte sich das zuständige hessische Ministerium darauf fest, den Mittelbau von Schloss Wilhelmshöhe als Standort für die Antikensammlung, die Graphische Sammlung und die Gemäldesammlung zu nutzen. Die neue Nutzung des Galeriegebäudes an der Schönen Aussicht wurde im darauffolgenden Jahr von Erich Herzog, dem neuen Direktor der Staatlichen Kunstsammlungen Kassel, vorgeschlagen. Seine Gesamtkonzeption zum schrittweisen Wiederaufbau der Kasseler Museumslandschaft aus dem Jahr 1962 fand die Zustimmung der Landesregierung. Herzogs Plan sah vor, die ehemalige Alte Galerie als Neue Galerie, als Galerie für die Moderne zu nutzen.
Erich Herzog schrieb später zu seinen damaligen Gedanken:
„Es war eine mißliche Lage, daß es in einer Stadt von der Größe Kassels mit zwei Kunsthochschulen (Hochschule für bildende Kunst und Werkkunstschule) keine größere Sammlung neuerer Kunst auf Dauer gab, zumal hier 1955 und 1959 große Ausstellungen moderner Kunst von weltweitem Aufsehen stattfanden (Documenta 1 und 2). Als Kulturzentrum von Niederhessen und als einzige Großstadt zwischen Frankfurt/Main und Hannover besaß Kassel seit dem 18. Jahrhundert eine lebendige Malertradition, die von den Künstlern der Akademie getragen wurde. Es war auch für die Staatlichen Kunstsammlungen ein bedrückender Zustand, daß in fast allen Abteilungen die Bestände um 1830 endeten, eine Auseinandersetzung mit der unmittelbaren Vergangenheit oder mit der eigenen Gegenwart nicht stattfinden konnte und damit Unbeweglichkeit und Unlebendigkeit dem Museum geradezu aufgezwungen wurden. Noch blieb offen, ob diese geplante Neue Galerie unter staatlicher oder städtischer Leitung stehen sollte. Jedenfalls war damit das Galeriegebäude zu retten.“

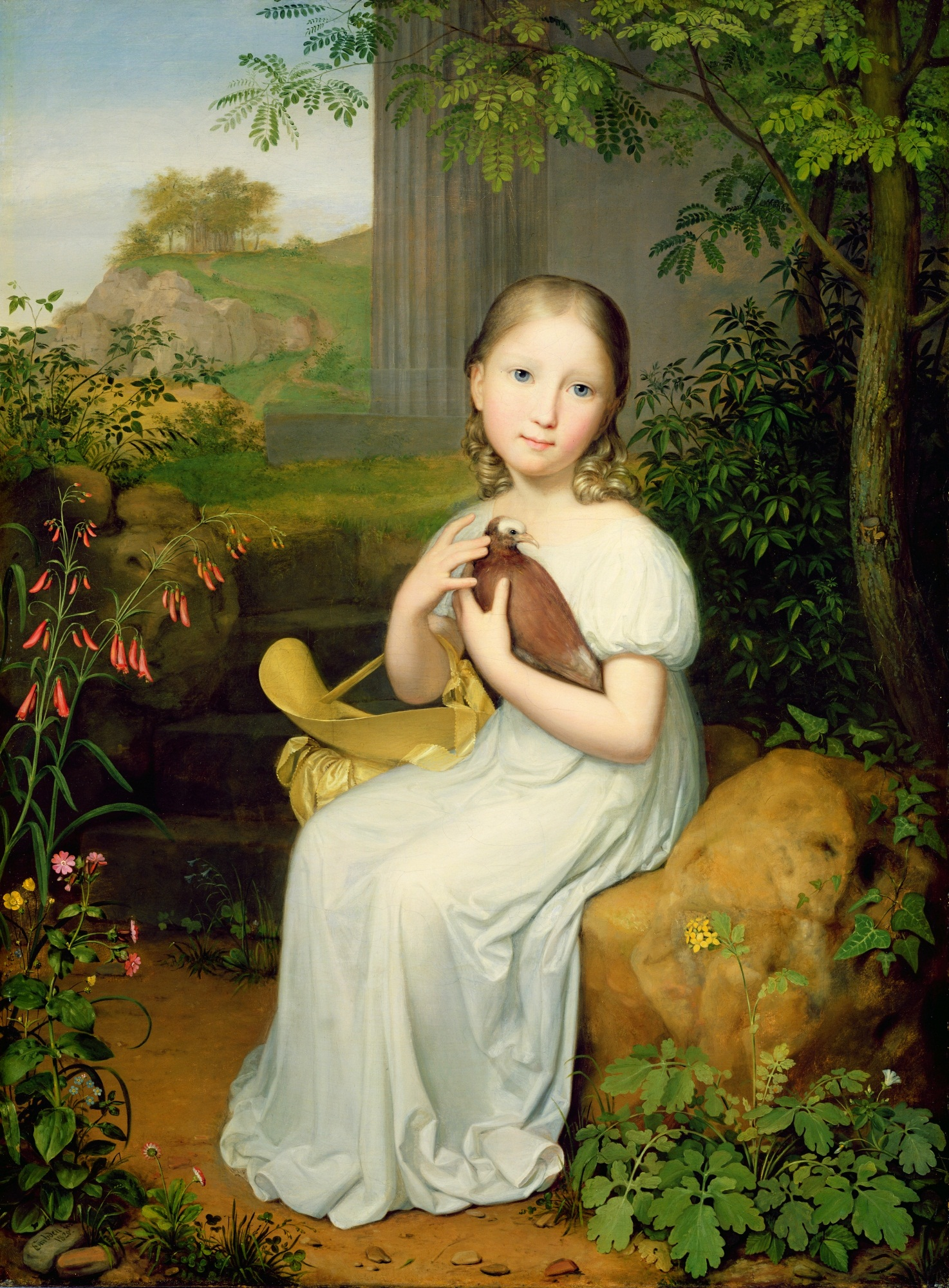
Louise von Bose als Kind (Gemälde von August von der Embde in der Neuen Galerie)

Herzogs Problem: Der staatliche Sammlungsbestand an Werken aus dem 19. und 20. Jahrhundert war viel zu gering, um damit eine Neue Galerie zu füllen. Die landgräflich-kurfürstlichen Sammlungen endeten mit Kurfürst Wilhelm II., der zu Beginn des 19. Jahrhunderts noch Arbeiten angekauft hatte. Der Kurfürst beabsichtigte die Sammlungstradition seiner Vorfahren durch zeitgenössische Ergänzungen fortzuführen. Mit seinem Regierungsverzicht, 1830, brach diese Tradition jedoch ab. Unter preußischer Regierung, und staatlicher Verwaltung ab 1866, spielten zeitgenössische Neuerwerbungen keine große Rolle. Ebenso in der ersten Hälfte des 20. Jahrhunderts, Ergänzungen blieben Ausnahmen. Erich Herzog schlug daher vor, die staatliche Sammlung (des Landes Hessen) mit den Beständen der ehemaligen Städtische Gemäldegalerie Kassels gemeinsam zu präsentieren. Einen Grundstock der städtischen Kunstsammlungen bildete die 1887 an die Stadt gefallene Sammlung Bose, der Nachlass von Gräfin Louise von Bose, eine Tochter Wilhelms des II. Ein weiterer Grundstock war die Sammlung des Kunstvereins. Dieser hatte 1911 seine Vereinsgalerie an die Stadt übergeben. Bedeutende städtische Ankäufe erfolgten in den 1920er Jahren unter der Leitung von Hans Sauter. Während der NS-Zeit gingen diese aber großteils als „Entartete Kunst“ der Sammlung wieder verloren. Hinzu kamen Ergänzungen in den Jahren nach 1945.
In Gesprächen die Herzog 1963 mit dem Kasseler Oberbürgermeister Lauritz Lauritzen führte stellte sich heraus, dass die Stadt nicht bereit war, das Galeriegebäude zu sanieren und die Kosten für den Betrieb des Museums und die Ergänzung der Sammlung zu übernehmen. Unter dessen Nachfolger, Oberbürgermeister Karl Branner, wurde der Plan vorangetrieben, die Neue Galerie unter staatlicher Leitung zu führen, in welche die städtischen Sammlungen als Dauerleihgaben eingebracht würden. Das Land Hessen und die Stadt Kassel schlossen darüber einen Vertrag. Darin wurde auch die eigenständige Weiterführung der städtischen Kunstsammlungen festgeschrieben. Diese blieben städtisches Eigentum, gingen nicht in das Eigentum des Landes über. Die Übergabe der städtischen Sammlungen erfolgte zum 1. Januar 1971.

## Gebäudesanierung 1962–1976
1961 suchte der documenta-Initiator Arnold Bode nach Räumen für seine geplante nächste Ausstellung. Der große Erfolg der ersten (1955) und zweiten (1959) documenta erforderte ergänzende Ausstellungsfläche über das bisher genutzte Fridericianum hinaus. Erich Herzog wies Bode auf das zerstörte Galeriegebäude hin. Der Mittelbau und der Westpavillon sei mit vergleichsweise geringen Mitteln instand zu setzen. 1962 bewilligte die Landesregierung Gelder um Fenster wiederherzustellen. Außerdem wurden Innenwände saniert. In provisorisch hergerichteten Räumen wurde 1964 ein Teil der documenta III präsentiert. Die eigentliche Umbauplanung erfolgte ab 1965. Eine große Änderung ergab sich durch die Verschiebung der Haupttreppe vom Ostpavillon in den Mittelbau. Auch die Nebentreppe wurde verschoben: von der Südostecke an die westliche Stirnseite des Westpavillons. Der Ostpavillon wurde komplett abgetragen und neu errichtet. Nur ein Drittel des ursprünglichen Steinmaterials seiner Fassade wurde wiederverwendet. In Erd- und Obergeschoss des Ostpavillons entstand eine stützenfreie Fläche, die mit flexiblen Stellwänden unterteilt werden konnte. Diese etwa 500 m² große Ausstellungsfläche bot Raum für Wechselausstellungen. Entgegen der Konzeption von Dehn-Rotfelser, und bedingt durch den technischen Fortschritt beim künstlichen Licht, sollte nicht nur das Obergeschoss, sondern auch das Erdgeschoss als Galerieraum genutzt werden. Selbst im Untergeschoss (Kellergeschoss) waren jetzt Ausstellungsräume vorgesehen. Es wurde angestrebt, alle an den Außenwänden liegenden Räume (Seitenlichtkabinette und -säle, Südgalerie und Loggia) durchgehend zu verbinden. Gewollt war die Möglichkeit eines Rundgangs, ohne dass Besucher die Säle in der Mittelachse durchschreiten müssen. Diese Räume sollten temporär geschlossen werden können, um beispielsweise Umhängungen durchführen zu können, oder Ausstellungen vorzubereiten. Die Kosten für den Wiederaufbau der Neuen Galerie beliefen sich insgesamt auf etwa 12 Millionen DM. Die Mittel flossen in Jahresraten von etwa einer Million. Erich Herzog beklagte später, dass sich die Vollendung „vielzulange“ hingezogen habe und kritisierte auch die Qualität der staatlichen Planung:
„Leider lehnte der Hessische Finanzminister strikt ab, einen freien Architekten einzuschalten. Die schwierige Aufgabe in einem vorhandenen Gebäude von Qualität eingreifende Änderungen vorzunehmen und das Neue mit dem Alten zu einer Einheit zu verschmelzen, überfordert ein Staatsbauamt. [...] Ich bin der Überzeugung, daß durch die Mitarbeit eines qualifizierten freien Architekten eine feinfühligere Lösung in der Gesamtplanung wie vor allem im Detail zustande gekommen wäre.“

## Neueröffnung 1976

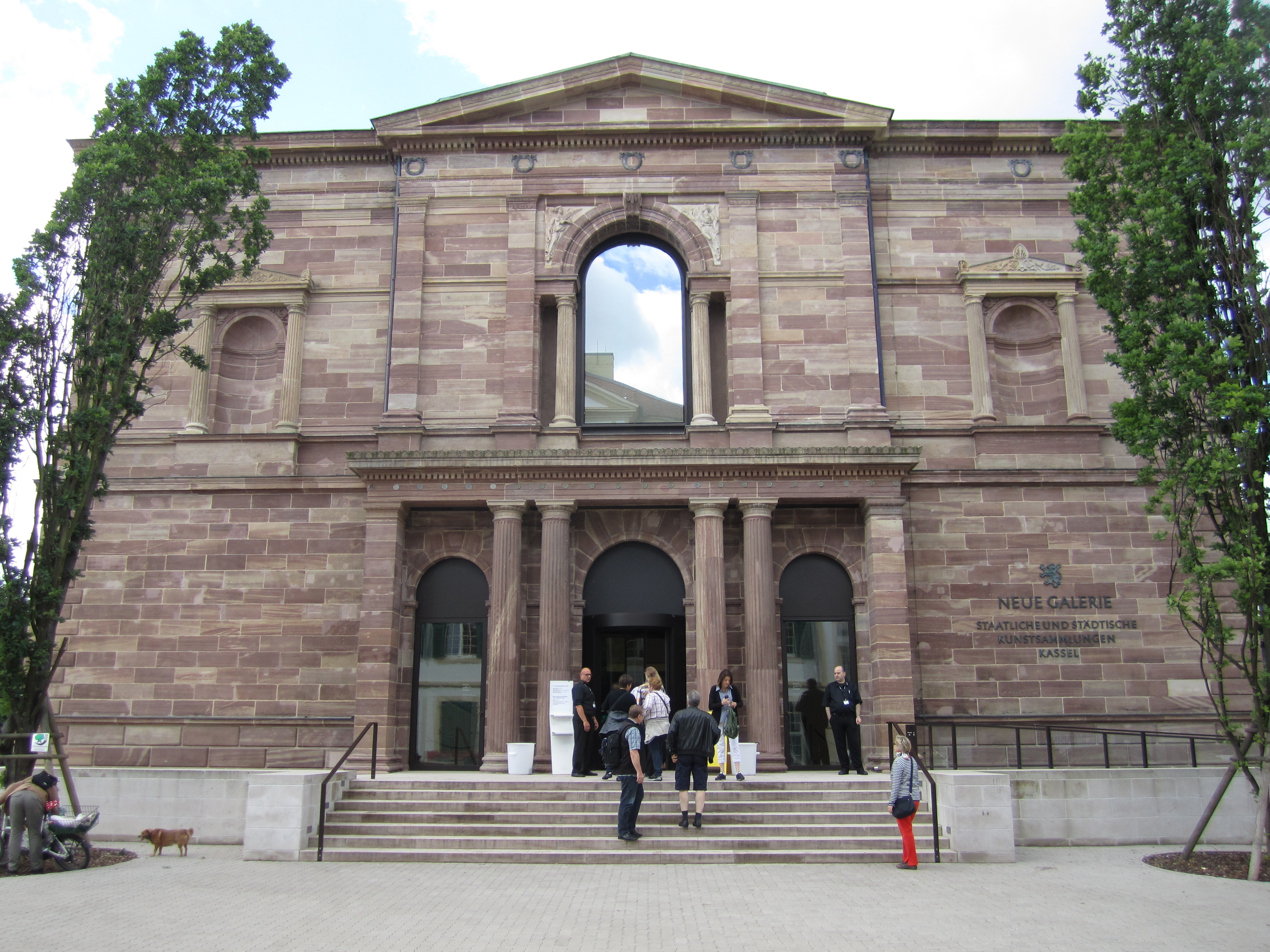
Haupteingang

Die Eröffnung der neu konzipierten und sanierten Neuen Galerie erfolgte am 4. September 1976.
Im Erdgeschoss wurde in den nördlichen Kabinetten Malerei des 18. Jahrhunderts ausgestellt. Dabei dominierten insbesondere Arbeiten der Tischbein-Familie. Johann Heinrich Tischbein (d. Ä., „Kasseler Tischbein“) und Friedrich August Tischbein waren eigene Räume gewidmet. An der Südseite, zur Karlsaue hin, wurden Kasseler Künstler des 19. Jahrhunderts präsentiert. Im Obergeschoss wurden im Ostpavillon Hauptwerke des deutschen Impressionismus um 1900 gezeigt. Insbesondere Arbeiten von Lovis Corinth nahmen breiten Raum ein, zur Zeit der Wiedereröffnung ergänzt um Leihgaben der Sammlung Rothmann. Außerdem auch Kasseler Genremalerei dieser Zeit sowie Bilder der Willingshäuser Malerschule. In den Kabinetten der Nordseite fanden sich Gemälde deutscher und französischer Malerschulen des 19. Jahrhunderts. Im westlichen Bereich wurden Arbeiten der Klassischen Moderne präsentiert. Die Loggia diente als Skulpturengalerie mit Arbeiten aus dem 18., 19. und 20. Jahrhundert. Erich Herzog war es gelungen, zur Eröffnung zwei bedeutende Privatsammlungen europäischer und amerikanischer zeitgenössischer Kunst anzuwerben und auszustellen: die Sammlung Herbig und die Sammlung Krätz. Diese Gegenwartskunst wurde im Eingangsbereich, in den beiden mittleren Räumen des Erdgeschosses und in den Oberlichtsälen des Obergeschosses gezeigt. Zur Sammlung Herbig gehörten Werkkomplexe von Joseph Beuys. Seine Arbeiten wurden in einem vom Künstler ausgewählten und auch von ihm selbst eingerichteten Raum im Erdgeschoss präsentiert. Dominiert wurde dieser Raum durch die Installation The pack (das Rudel).

### Änderungen 1983
Die documenta 7 hatte 1982 nahezu das gesamte Obergeschoss der Neuen Galerie verwendet. Den Auszug der documenta nutzte der damalige Museumsleiter Bernhard Schnackenburg für Änderungen in der Konzeption und der Hängung.
Es erfolgte eine stärkere Gewichtung hin zum 20. Jahrhundert. In der Oberlichthalle des Ostpavillons waren jetzt Arbeiten von Ernst Wilhelm Nay, Fritz Winter und Willi Baumeister ausgestellt. Die Klassische Moderne erhielt einen Oberlichtsaal im Mittelbau. Stark verändert wurde auch der Eingangsbereich. 1982 hatten sich die Stadt Kassel und das Land Hessen erstmals bereiterklärt, jeweils im documenta-Jahr, Sondermittel bereitzustellen um Arbeiten von documenta-Künstlern für die Neue Galerie anzukaufen. Zu den aktuellen Ankäufen gehörte eine Außenskulptur von Ulrich Rückriem. Im Eingangsbereich wurden die weiteren Neuerwerbungen präsentiert. Zentral die Skulptur Isola (Insel) von Mario Merz, umgeben von Gemälden von Walter Dahn, Mimmo Paladino, Gerhard Richter, Armando, Per Kirkeby und Markus Lüpertz.

### Änderungen 1985/1986
1985 wurden die documenta-Neuerwerbungen durch Marianne Heinz, Museumsleiterin seit 1984, vom Eingangsbereich des Erdgeschosses in die Oberlichthalle des Ostpavillons verlagert. In diesem Zusammenhang kam es bis 1986 zu weiteren Änderungen der Hängung im Obergeschoss. Im ersten Oberlichtsaal wurden jetzt Arbeiten der 1950er Jahre gezeigt: Gemälde der Quadriga-Gruppe, Hann Trier, Emil Schumacher und die Gruppe der Arbeiten von Ernst Wilhelm Nay. Der freigeräumte Eingangsbereich im Erdgeschoss wurde von nun an für Wechselausstellungen genutzt, die vorher im Kellergeschoss gezeigt worden waren. 1986 kam es auch zu einer Baumpflanzung vor dem Haupteingang am Ostpavillon als Teil der Landschaftskunstwerks 7000 Eichen von Joseph Beuys.

### Änderungen 1990/1991
1990 wurden die Wände des Haupttreppenraumes weiß gestrichen. Während der Gebäudesanierung von 1962 bis 1976 war dort eine farblich strukturierte Natursteinverkleidung angebracht worden. Durch die Neugestaltung ergaben sich zusätzliche Hängfläche für großformatige Bilder und eine Verbesserung der Lichtsituation im Treppenraum und den sich anschließenden Räumen. Die in vielen Räumen während der Gebäudesanierung verwendete farbige Strukturtapete war bereits schrittweise überstrichen worden. Zuletzt geschah dies 1996 in den Erdgeschossräumen der Malerei des 18. und 19. Jahrhunderts. 1991 wurde die Sammlung Krätz, Leihgabe seit der Neueröffnung von 1976, zurückgezogen und noch im gleichen Jahr am Kunstmarkt versteigert. Drei Arbeiten aus der Sammlung waren zwischen 1983 und 1985 mit städtischen Mitteln angekauft worden. Marilyn Idolo von Wolf Vostell, Wolkenkratzer von Sigmar Polke und Große Reflexion VI von K. H. Hödicke verblieben daher in der Neuen Galerie.

### Abzug der Sammlung Herbig 1997
1997 wurde die Sammlung Herbig zurückgezogen (seit 1976 in der Neuen Galerie) und im darauffolgenden Jahr in New York versteigert. Bereits 1991 hatte Jost Herbig angekündigt, seine Sammlung abzuziehen. Innerhalb dieser Sammlung galt der Museumsleitung der Beuys-Raum als „programmatisches Herzstück“. Er galt als besonders bedeutsam für die Neue Galerie, weil Joseph Beuys als mehrfacher documenta-Teilnehmer und Initiator der Aktion 7000 Eichen „eng mit der Stadt Kassel verbunden war“. In der Folge war der Raum mit Mitteln der Hessischen Kulturstiftung und der Unterstützung durch die Kulturstiftung der Länder angekauft worden. Die offizielle Übergabe des Beuys-Raumes, bestehend aus plastischen Bildern, Vitrinen, Zeichnungen und der Installation The pack (das Rudel) hatte im Januar 1993 stattgefunden. Die damalige Ankaufsumme betrug 16 Millionen Mark und hatte zunächst auch die drohende Abwanderung der restlichen Sammlung Herbig verhindern können. Nach dem Tod ihres Mannes zog Barbara Herbig die übrigen 114 Werke ihrer Sammlung zum Jahresende 1997 aus der Neuen Galerie ab. Der Abzug galt der Museumsleitung als wesentlicher Einschnitt und großer Verlust, insbesondere bei der Darstellung künstlerischer Aufbrüche der späten 1960er Jahre.

### Die Alten Meister in der Neuen Galerie 1997 bis 1999
Ende der 1990er Jahre wurde das Schloss Wilhelmshöhe saniert. Teile der Sammlung niederländischer und flämischer Alter Meister wurden währenddessen in den dafür freigeräumten Oberlichtsälen der Neuen Galerie gezeigt. Die Gemälde kehrten für die Dauer von zwei Jahren an den Ausstellungsort zurück, der im 19. Jahrhundert für sie erbaut worden war.

### Um 2000

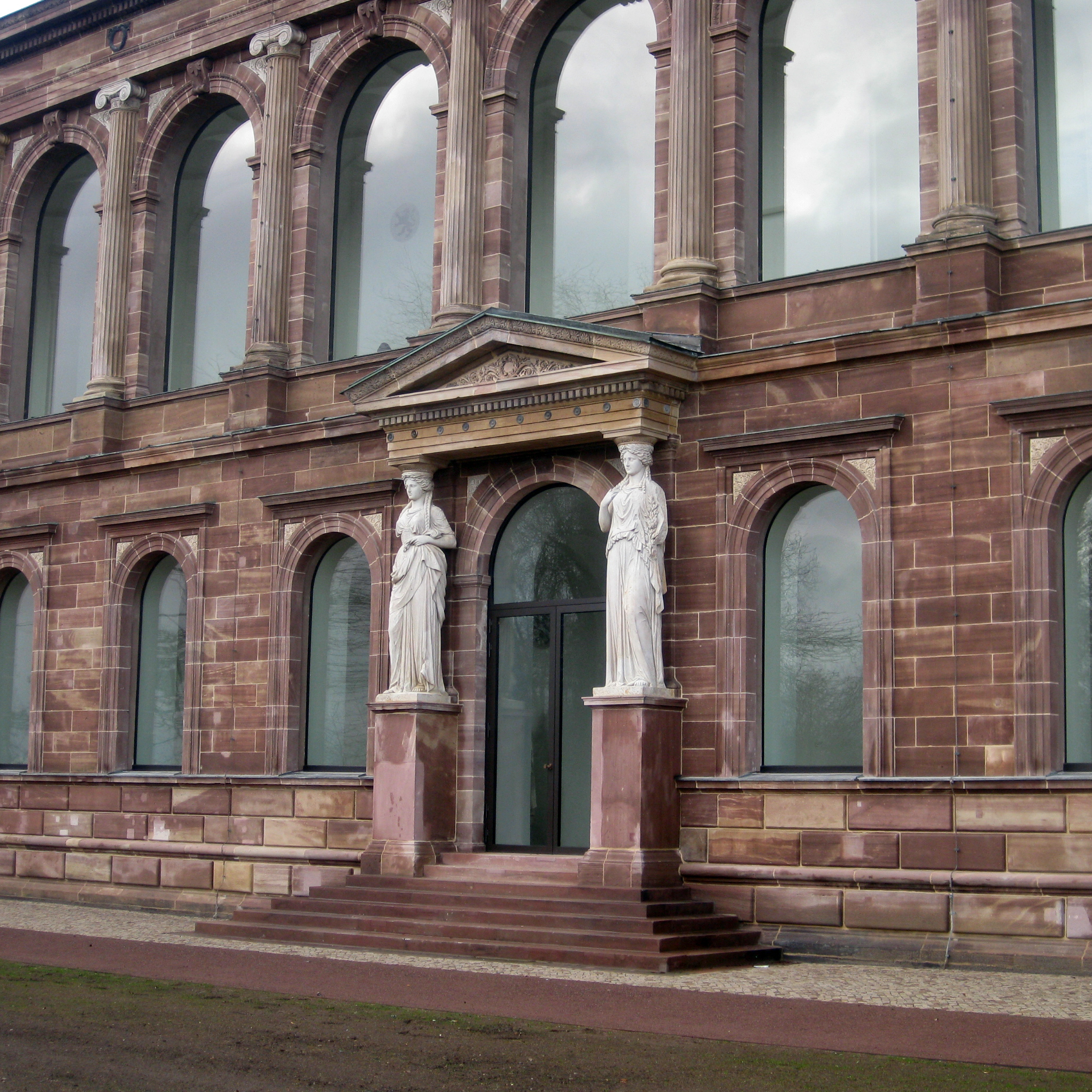
Karyatiden an der Fassade entlang der Schönen Aussicht

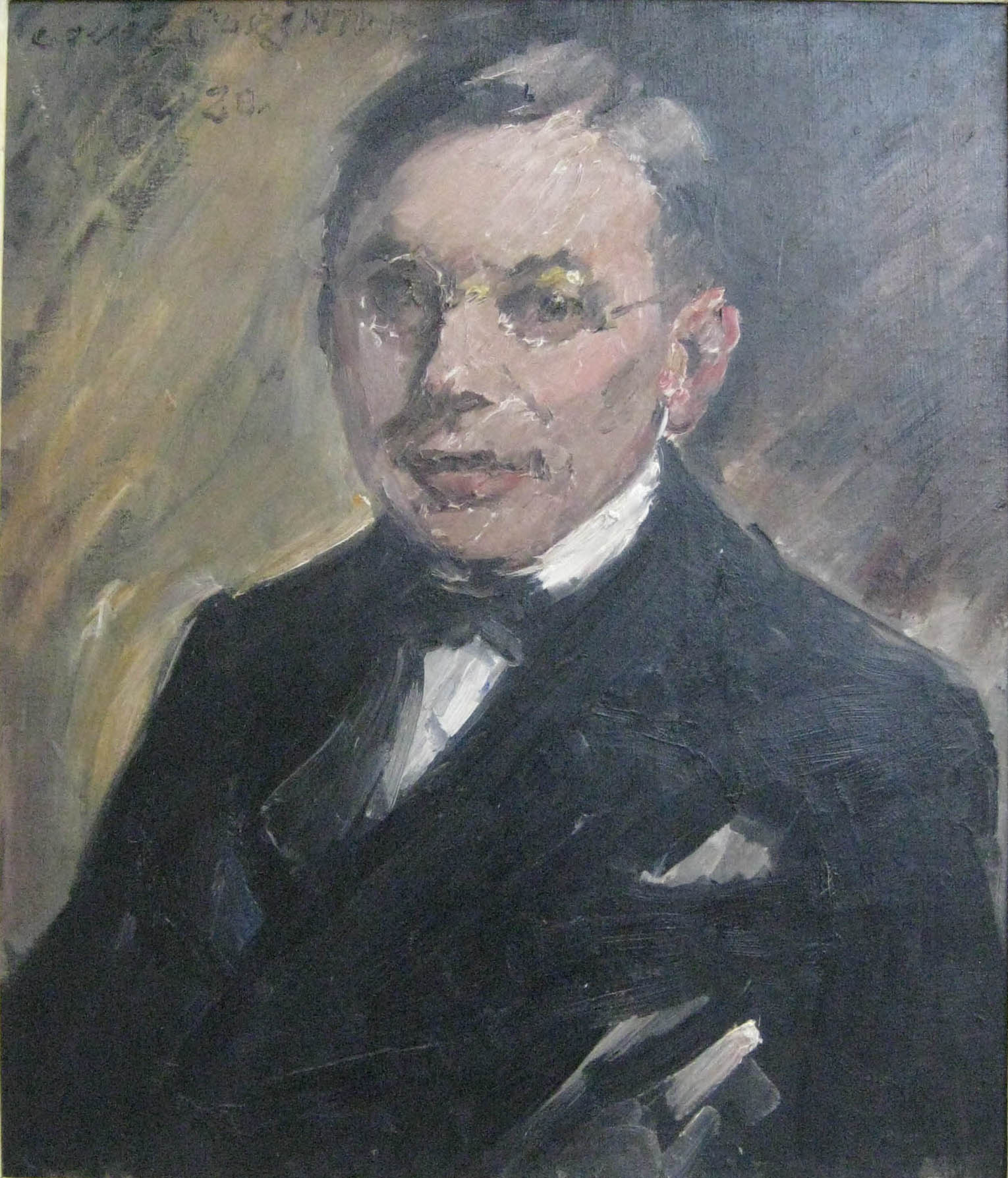
Lovis Corinth: Porträt Ernst Oppler

Zur Jahrtausendwende verstand sich die Neue Galerie, basierend auf ihrer Geschichte und der ihrer Sammlung, als „vornehmlich ein Haus der Malerei“. Anspruch des Museums war es, die wechselnden Konzepte und Entwicklungen der Malerei seit 1750 nahezu lückenlos zu dokumentieren. Die Hängung der Arbeiten erfolgte – wie seit der Neueröffnung von 1976 vorgeprägt – weitgehend chronologisch, um den Besuchern diese Entwicklungen besser zu veranschaulichen. Dabei waren bedeutende Sammlungsbereiche räumlich zusammengefasst, teilweise in den Oberlichtsälen: die Werke der Tischbein-Familie, die deutschen Impressionisten und Neoimpressionisten, Kunst der 1950er Jahre oder auch zeitgenössische Kunst.

### Umbau und Sanierung 2006 bis 2011
Im Jahr 2006 wurde die Neue Galerie geschlossen. Die Räume wurden vollständig leergeräumt und die Sammlung magaziniert. Die zwischenzeitlich leerstehende Neue Galerie diente 2007 für 100 Tage als einer der zentralen Ausstellungsorte der documenta 12. Nach dem Auszug der documenta begannen die im November 2011 beendeten Sanierungs- und Umbaumaßnahmen. Der Entwurf für die Sanierung stammt von dem Architekturbüro Staab Architekten.

## Wechselausstellungen
In den Jahren und Jahrzehnten nach der Neueröffnung von 1976 fanden zahlreiche, jeweils ca. zwei bis drei Monate andauernde, Wechselausstellungen statt. Thema waren Kunst und Künstler vom 18. Jahrhundert bis zur Gegenwart, das Sammlungsgebiet der Neuen Galerie. Dabei handelte es sich teilweise um Übernahmen von Sonderausstellungen die von anderen Institutionen konzipiert worden waren, teilweise um Ausstellungen die in Kassel entwickelt worden waren. Zu einigen dieser Wechselausstellungen sind auch Kataloge erschienen. Die Museumsleitung betrachtete die in Kassel erarbeiteten Sonderausstellungen als eine Möglichkeit dem Publikum auch verborgene Bestände der Sammlung zu präsentieren, diejenigen, die nicht dauerhaft in die Schausammlung aufgenommen worden waren. Ausstellungsort waren zunächst Räume im Untergeschoss (Kellergeschoss) der Neuen Galerie. Seit Mitte der 1980er Jahre wurden die Wechselausstellungen im Eingangsbereich, dem stützenfreien Erdgeschossraum des Ostpavillons, gezeigt.

## documenta
Seit den 1960er Jahren wird das Gebäude der Neuen Galerie temporär als Ausstellungsort der documenta genutzt. Dies geschah vor dem Hintergrund wachsender Popularität und Besucherzahlen der ursprünglich alle vier, inzwischen alle fünf, Jahre stattfinden Ausstellung für Gegenwartskunst. In der Sammlung der Neuen Galerie finden sich heute auch zahlreiche documenta-Ankäufe, die seit 1982 (documenta 7) erfolgten.
Die künstlerischen Leiter der documenta III (1964), der 4. documenta (1968) und der documenta 5 (1972) nutzten das kriegszerstörte Galeriegebäude beziehungsweise dessen provisorisch hergerichtete Räume.
Die documenta 6 fand 1977 statt, ein Jahr nach der Neueröffnung der Neuen Galerie. Diese sechste documenta verwendete die Räume in einem geringeren Umfang als in den Jahren zuvor: Im Kopfbau des Obergeschosses war die Abteilung „Bücher“ und im Untergeschoss waren Fotografien ausgestellt.
Die documenta 7 (1982) nutzte nahezu das gesamte Obergeschoss. Die documenta 8 (1987), bzw. deren Leiter, verzichtete auf die Neue Galerie als Ausstellungsfläche.
Während der documenta IX (1992) wurden nicht nur, wie bisher, die Räumlichkeiten der Neuen Galerie genutzt. Einige documenta-Künstler bekamen stattdessen die Möglichkeit mit der Sammlung selbst zu arbeiten, diese in ihre Werke einzubeziehen. So verhängte Joseph Kosuth Gemälde und Plastiken mit beschrifteten Tüchern und brachte auch Schriftzüge an den Wänden an. Ein Teil seiner Installation wurde unter dem Titel Neue Galerie Flänerie angekauft.
Die documenta X (1997) und Documenta11 (2002) nutzten die Neue Galerie nicht.

Ostpavillon, Erdgeschoss während der documenta 12 (2007). The Ballad of Kastriot Rexhepi von Mary Kelly als Fries in Kopfhöhe entlang der Außenwände. In der Raummitte ein rundes Kabinett mit Collateral von Sheela Gowda im Inneren.

Nachdem die Neue Galerie 2006, wegen der bevorstehenden Sanierung, geschlossen worden war, wurden die ausgestellten Arbeiten vollständig magaziniert. 2007 stand der documenta 12 und deren Ausstellungsmachern, Roger M. Buergel und Ruth Noack, das Gebäude daher mit seiner kompletten Fläche zur Verfügung. Auf 2 900 Quadratmetern, in beiden Obergeschossen und im Untergeschoss, wurden die Arbeiten von 34 Künstlern gezeigt.
Buergel und Noack konnten die Neue Galerie in ihr Farb- und Architekturkonzept (vgl. documenta 12#Ausstellungsarchitektur und documenta 12#Ausstellungsorte) integrieren: Viele Wand- und Bodenflächen der Neuen Galerie wurden in einem Rot- oder aber Grünton gestaltet. Das Gebäude war in großen Teilen zurückhaltend ausgeleuchtet und damit dunkler gehalten als die anderen Hauptstandorte, der Aue-Pavillon und das Fridericianum. In der kleinteiligen Architektur der Neuen Galerie überwogen Einzelräume, die einzelnen Künstlern zur Verfügung standen, insofern stand sie im Gegensatz zur Ausstellungskonzeption im Aue-Pavillon. Die Ausstellungsmacher sorgten in der Neuen Galerie für eine geänderte Eingangssituation: Statt des Eingangs im Ostpavillon wurde das Portal an der Längsseite des Gebäudes, zur Karlsaue hin, genutzt. Der bisherige Foyerbereich der Galerie, im Erdgeschoss des Ostpavillons, diente als Ausstellungsfläche.